# Îles Vierges des États-Unis aux Jeux paralympiques
Les Îles Vierges des États-Unis a participé pour la première fois aux Jeux paralympiques aux Jeux paralympiques d'été de 2012 à Londres et n'a remporté aucune médaille depuis son entrée en lice dans la compétition.